# Hemigraphis repanda
Hemigraphis repanda är en akantusväxtart som först beskrevs av Carl von Linné, och fick sitt nu gällande namn av Gustav Lindau. Hemigraphis repanda ingår i släktet Hemigraphis och familjen akantusväxter. Inga underarter finns listade i Catalogue of Life.

## Bildgalleri

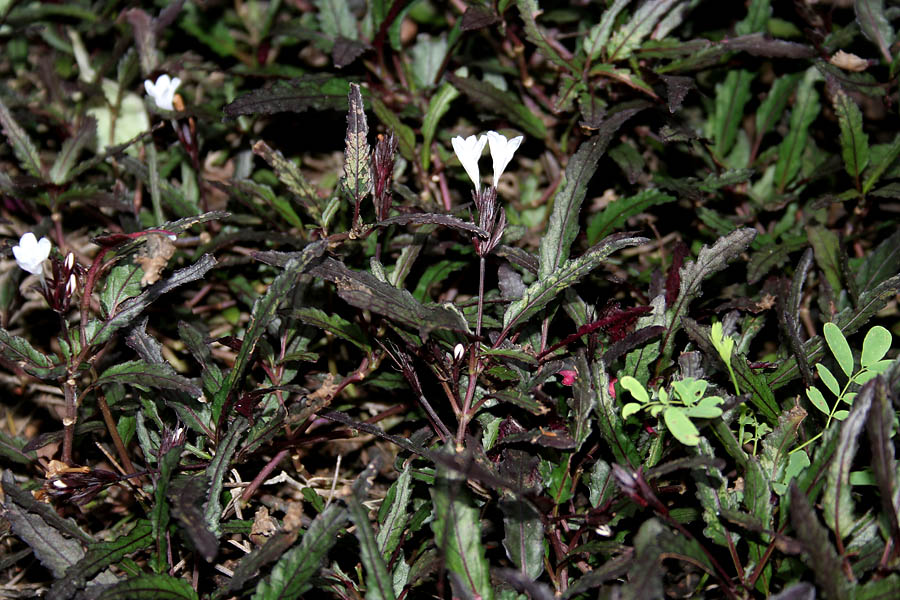
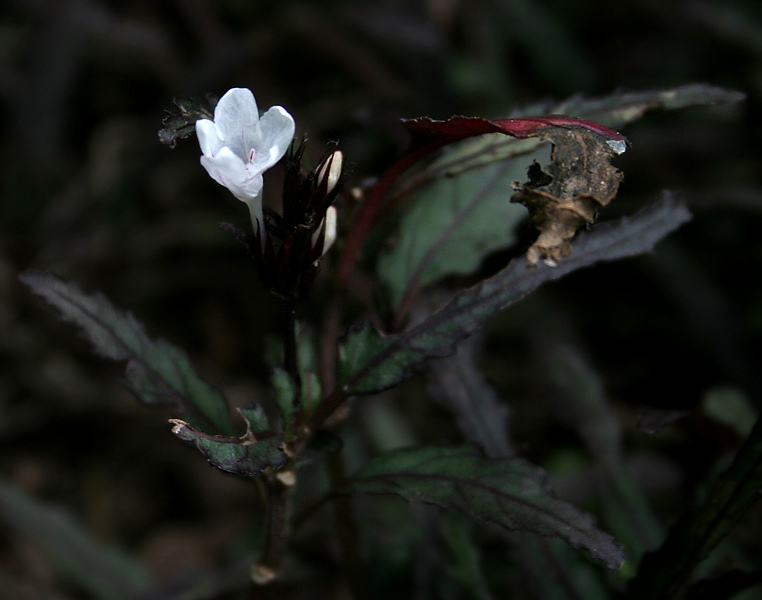
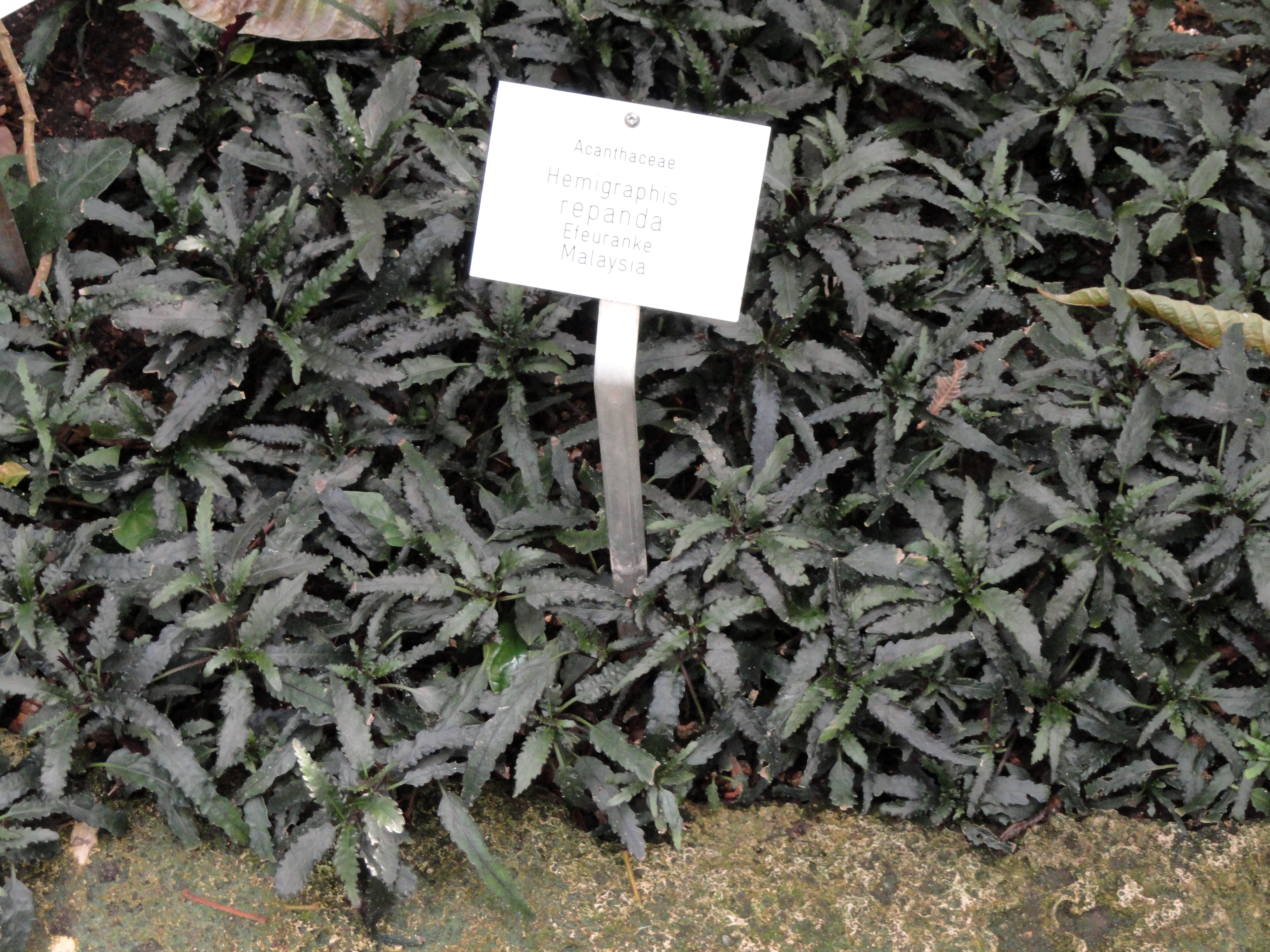
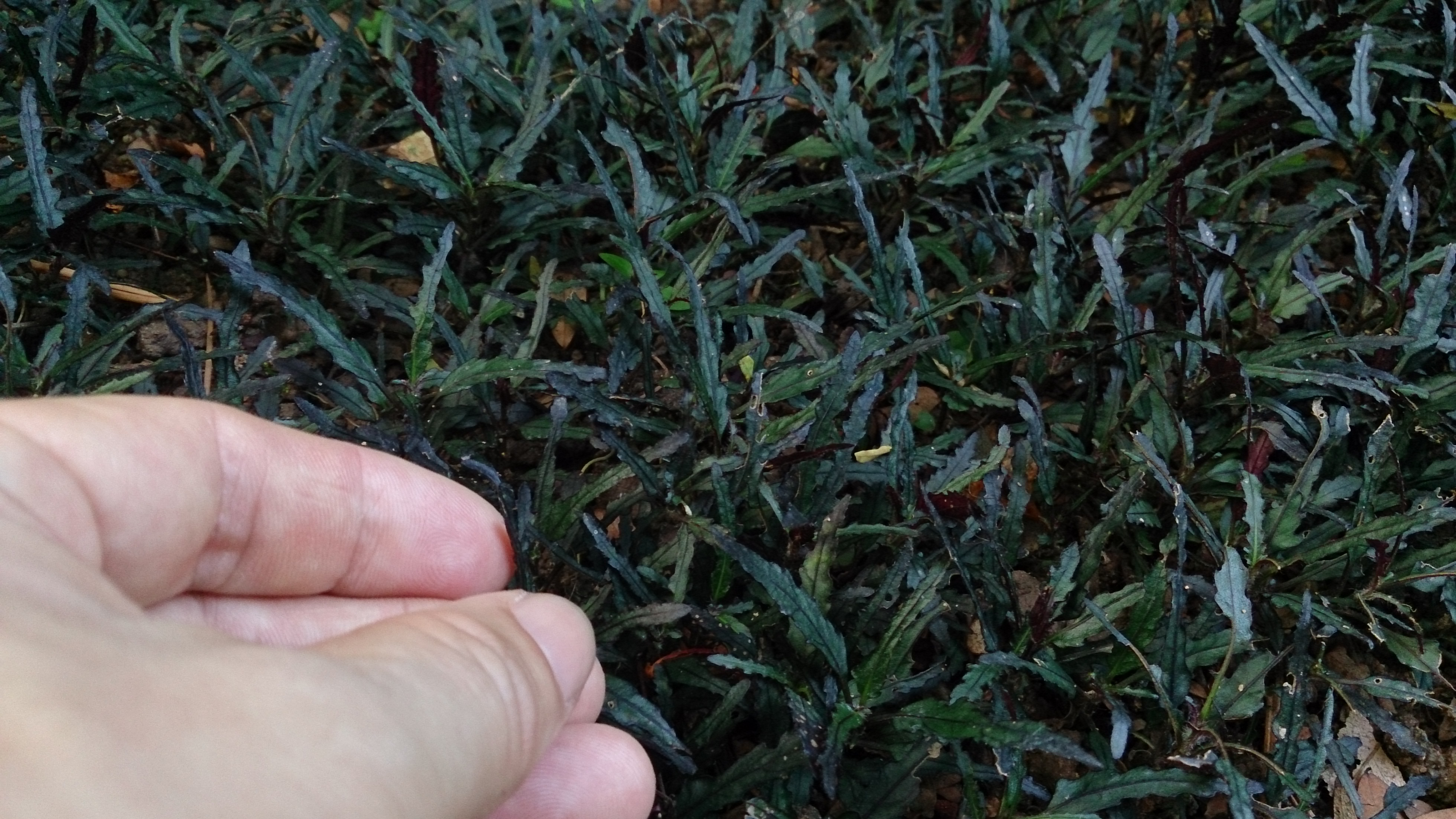
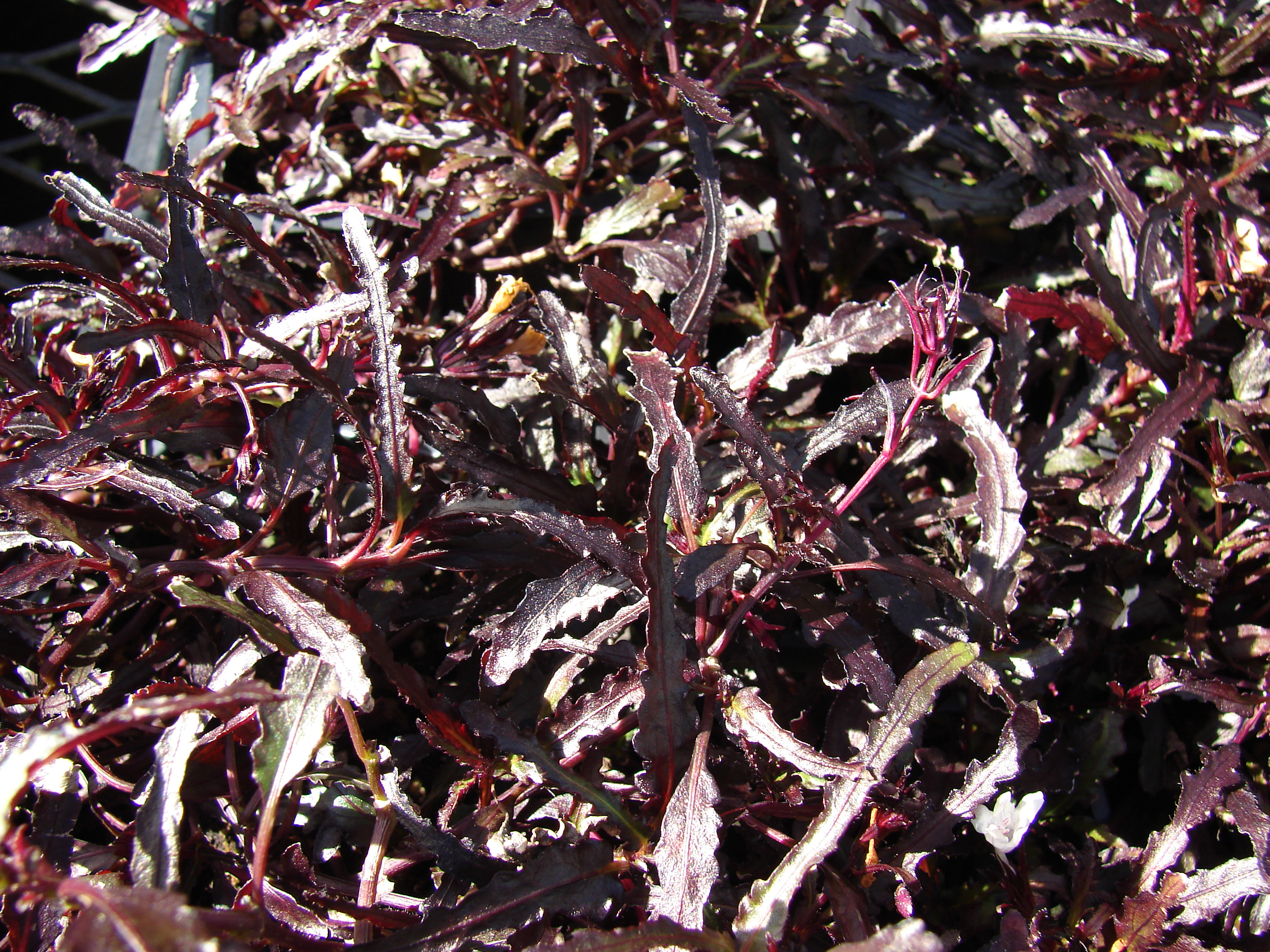
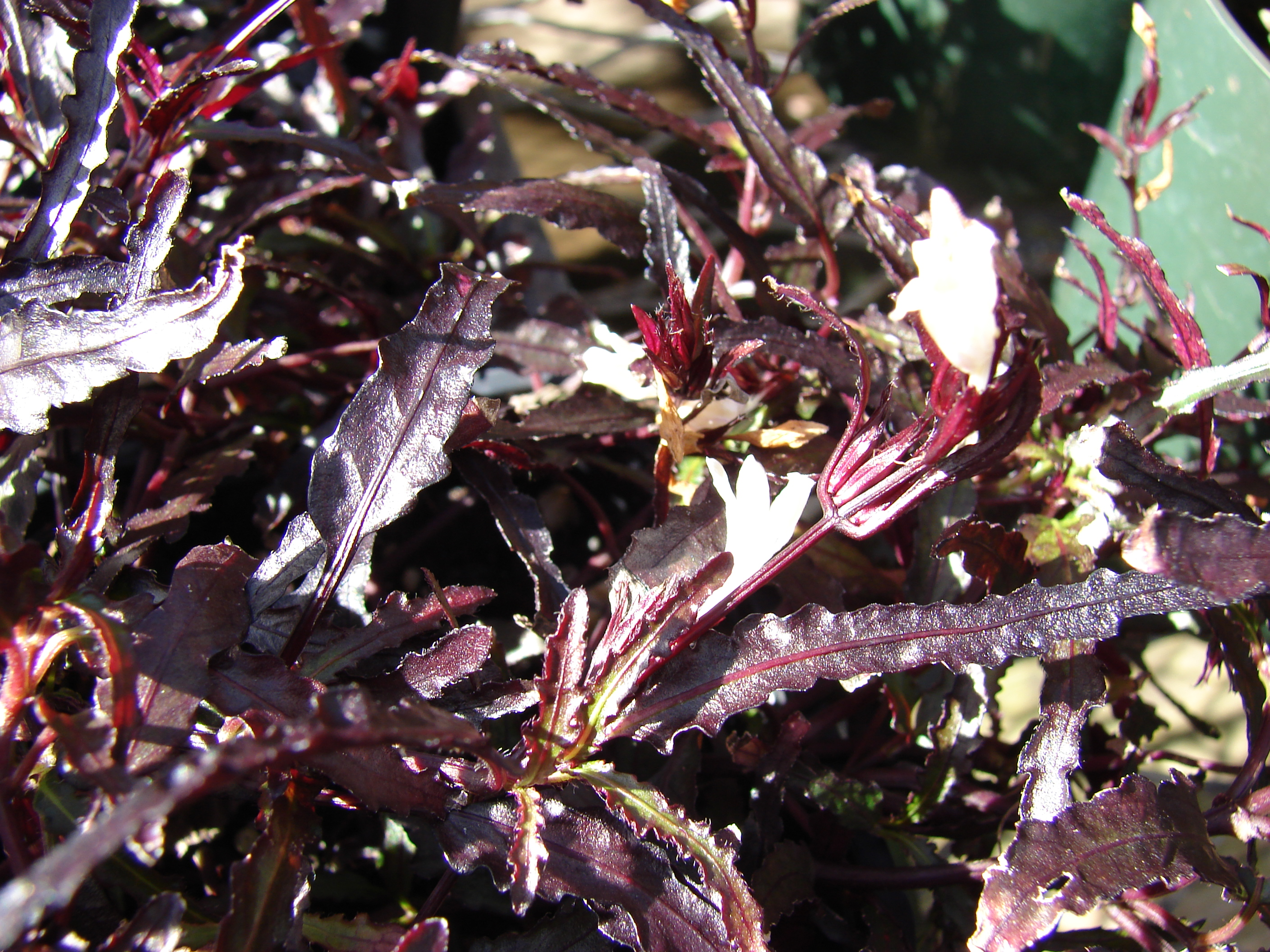